# Cox (Alto Garona)
Cox (em occitano:  Còths) é uma comuna francesa na região administrativa da Occitânia, no departamento do Alto Garona. Estende-se por uma área de 4.07 km², com 349 habitantes, segundo o censo de 2018, com uma densidade de 86 hab/km².